# Макіт
38°54′10″ пн. ш. 77°39′00″ сх. д. / 38.90279° пн. ш. 77.65002° сх. д.
Макіт (кит. 麦盖提县, пін. Màigàití Xiàn, трансліт. Makit) — один із повітів КНР у складі області Кашгар, СУАР. Адміністративний центр — містечко Макіт.

## Географія
Повіт Макіт знаходиться на висоті близько 1180 метрів над рівнем моря на заході пустелі Такла-Макан. Західним кордоном повіту слугує річка Яркенд.

### Клімат
Повіт знаходиться у зоні, котра характеризується кліматом пустель помірного поясу. Найтепліший місяць — липень із середньою температурою 25 °C. Найхолодніший місяць — січень, із середньою температурою -5,1 °С.
| Клімат повіту Макіт     | Клімат повіту Макіт | Клімат повіту Макіт | Клімат повіту Макіт | Клімат повіту Макіт | Клімат повіту Макіт | Клімат повіту Макіт | Клімат повіту Макіт | Клімат повіту Макіт | Клімат повіту Макіт | Клімат повіту Макіт | Клімат повіту Макіт | Клімат повіту Макіт | Клімат повіту Макіт |
| Показник                | Січ.                | Лют.                | Бер.                | Квіт.               | Трав.               | Черв.               | Лип.                | Серп.               | Вер.                | Жовт.               | Лист.               | Груд.               | Рік                 |
| Середній максимум, °C   | 1,2                 | 6,9                 | 15,7                | 23,8                | 28,3                | 31,7                | 32,8                | 31,5                | 27,4                | 20,9                | 11,8                | 2,9                 | 19,6                |
| Середня температура, °C | −5,1                | 0,1                 | 8,6                 | 16                  | 20,4                | 23,7                | 25                  | 23,7                | 18,9                | 11,4                | 3,2                 | −3,4                | 11,9                |
| Середній мінімум, °C    | −10,4               | −5,8                | 1,8                 | 8,4                 | 12,9                | 16,2                | 18                  | 16,9                | 11,5                | 3,7                 | −3,3                | −8,1                | 5,2                 |
| Норма опадів, мм        | 1.4                 | 1.4                 | 3.3                 | 4.7                 | 7.8                 | 9.2                 | 11.3                | 8.8                 | 5.4                 | 1                   | 1.3                 | 0.9                 | 56.5                |
| Вологість повітря, %    | 65                  | 56                  | 46                  | 39                  | 43                  | 45                  | 53                  | 58                  | 62                  | 63                  | 61                  | 68                  | 54.9                |
| ----------------------- | ------------------- | ------------------- | ------------------- | ------------------- | ------------------- | ------------------- | ------------------- | ------------------- | ------------------- | ------------------- | ------------------- | ------------------- | ------------------- |
| Джерело: data.cma.cn    |                     |                     |                     |                     |                     |                     |                     |                     |                     |                     |                     |                     |                     |